# Leda (flod)
Leda är en högerbiflod till Ems i Ostfriesland i nordvästra Tyskland. Den rinner upp som Ohe nordväst om Spahnharrenstätte i Niedersachsen och flyter sedan söderut via Küstenkanal och Sadelsberg för att sedan flyta samman med Marka och byter då namn till Sagter Ems. När den sedan flyter in i Ostfriesland byter den namn till Leda och mynnar i Ems utanför stadsdelen Leerort i Leer.
Leda är ca 75 kilometer lång, varav 27 km är segelbar. Det finns en förbindelse till hamnen i Leer genom en sluss som är 192 meter lång och 26 meter bred. Åren 1950-1954 byggdes vid Leda ett skydd mot översvämningar i samband med stormfloder. 
Nya skyddsanläggningar mot högvatten och stormfloder byggdes vid Leda åren 2000-2001. De nya anläggningarna gör det möjligt att pumpa 3,5 miljoner kubikmeter vatten från Leda till Ems och därmed undvika översvämningar i området runt Leda och Jümme. De nya anläggningarna gör det även möjligt att frakta nybyggda fartyg från varvet Jos. L. Meyer GmbH i Papenburg till Nordsjön. Detta varv har bland annat byggt fartyget M/S Estonia.